# 味美町
味美町（あじよしちょう）は、愛知県春日井市の地名。現行行政地名は味美町1丁目から3丁目。

## 地理
春日井市西部に位置し、東は勝川新町、西は味美西本町、南は花長町、北は美濃町に接する。

## 世帯数と人口
2019年（平成31年）4月1日現在の世帯数と人口は以下の通りである。
| 丁目        | 世帯数    | 人口    |
| ----------- | --------- | ------- |
| 味美町1丁目 | 384世帯   | 823人   |
| 味美町2丁目 | 335世帯   | 733人   |
| 味美町3丁目 | 323世帯   | 689人   |
| 計          | 1,042世帯 | 2,245人 |

## 学区
市立小・中学校に通う場合、学区は以下の通りとなる。また、公立高等学校に通う場合の学区は以下の通りとなる。
| 丁目        | 番・番地等 | 小学校               | 中学校               | 高等学校普通科 |
| ----------- | ---------- | -------------------- | -------------------- | -------------- |
| 味美町1丁目 | 全域       | 春日井市立味美小学校 | 春日井市立知多中学校 | 尾張学区       |
| 味美町2丁目 | 全域       | 春日井市立味美小学校 | 春日井市立知多中学校 | 尾張学区       |
| 味美町3丁目 | 全域       | 春日井市立味美小学校 | 春日井市立知多中学校 | 尾張学区       |

## 歴史

### 町名の由来
当地周辺は明治時代（町村制施行）までは味鋺原新田村と呼ばれており、開墾して美田になったことから命名された。

### 沿革
- 1970年（昭和45年） - 味美知多町・味美美濃町の各一部より、味美町が成立[1]。

## 施設
- 春日井市立味美小学校
- 春日井市立味美保育園
- 味美幼稚園
- 東洋電機春日井工場
- 寶勝寺

## その他

### 日本郵便
- 郵便番号 : 486-0968[3]（集配局：春日井郵便局[8]）。